# Kate Miller
Kathleen Miller, detta Kate (Cincinnati, 1969), è un'attrice statunitense.
È nota soprattutto per aver interpretato il ruolo del procuratore distrettuale Amanda Shaw nella serie televisiva Hightown e Vivian Abetemarco in Blue Bloods. La sua carriera a Broadway include ruoli in Moon Over Buffalo e Amadeus. Ha prestato la voce in serie animate come Sealab 2021, Frisky Dingo e Dora l'esploratrice e nei videogiochi God of War Ragnarök, Gotham Knights e il franchise di Guild Wars.

## Biografia
Miller è nata a Cincinnati, in Ohio, ed è cresciuta in West Virginia. Ha frequentato un apprendistato al teatro estivo prima di tornare per finire il liceo alla Interlochen Arts Academy. Successivamente si è trasferita a San Diego dove ha ottenuto il suo BFA in teatro.
È sposata con l'attore John DiMaggio dal 2014 e vive e lavora tra Los Angeles e New York.

## Carriera
Dopo la laurea, Miller si è trasferita a New York per lavorare a Broadway. Ha fatto la sua prima apparizione a Broadway nella produzione originale Moon Over Buffalo al fianco di Carol Burnett e poco dopo ha recitato al fianco di Michael Sheen nella produzione revival di Amadeus. Nel corso della sua carriera ha recitato in numerosi programmi televisivi e film tra cui Hightown, Blue Bloods, Il processo ai Chicago 7 e Law & Order - I due volti della giustizia. Ha prestato la voce in alcuni videogiochi tra cui Gotham Knights e God of War Ragnarök, nonché per le serie animate Frisky Dingo e Dora l'esploratrice. È nota per aver interpretato Debbie DuPree in Sealab 2021, andato in onda su Cartoon Network e Adult Swim.

## Filmografia

### Attrice

#### Cinema
- Love Affair - Un grande amore (Love Affair), regia di Glenn Gordon Caron (1994)
- Ritorno dal nulla (The Basketball Diaries), regia di Scott Kalvert (1995)
- Entropy - Disordine d'amore (Entropy), regia di Phil Joanou (1999)
- Chump Change, regia di Stephen Burrows (2000)
- Stolen, regia di Rebecca Dreyfus (2005)
- Kingsglaive: Final Fantasy XV, regia di Takeshi Nozue (2016)
- Halfway to Zen, regia di John Adams e Toby Poser (2016)
- Il processo ai Chicago 7 (The Trial of the Chicago 7), regia di Aaron Sorkin (2020)

#### Televisione
- Una vita da vivere (One Life to Live) – serie TV, 13 episodi (1971-2012)
- Sentieri (Guiding Light) – serie TV, 3 episodi (1993-2008)
- Screen Two – serie TV, 1 episodio (1996)
- Così gira il mondo (As the World Turns) – serie TV, 1 episodio (1997)
- Sex and the City – serie TV, 1 episodio (1999)
- Fling – serie TV, 2 episodi (2001)
- Law & Order - I due volti della giustizia (Law & Order) – serie TV, 4 episodio (2003-2007)
- Squadra emergenza (Third Watch) – serie TV, 5 episodi (2004-2005)
- La valle dei pini (All My Children) – serie TV, 1 episodio (2005)
- Law & Order: Criminal Intent – serie TV, 1 episodio (2008)
- Ugly Betty – serie TV, 1 episodio (2008)
- Febbre d'amore (The Young and the Restless) – serie TV, 12 episodi (2013)
- Elementary – serie TV, 1 episodio (2016)
- Blue Bloods – serie TV, 1 episodio (2018-2022)
- Ramy – serie TV, 1 episodio (2019)
- NCIS: Los Angeles – serie TV, 1 episodio (2019)

### Doppiatrice
- Celebrity Deathmatch – serie animata, 6 episodi (1999-2002)
- Dora l'esploratrice (Dora the Explorer) – serie animata, 5 episodi (2000-2003)
- Sealab 2021 – serie animata, 41 episodi (2000-2005)
- Manhunt – videogioco (2003)
- Guild Wars Prophecies – videogioco (2005)
- Frisky Dingo – serie animata, 13 episodi (2006-2007)
- Guild Wars: Eye of the North – videogioco (2007)
- Red Faction: Guerrilla – videogioco (2009)
- Guild Wars 2 – videogioco (2012)
- Lightning Returns: Final Fantasy XIII – videogioco (2013)
- Wasteland 2 – videogioco (2014)
- World of Warcraft: Warlords of Draenor – videogioco (2014)
- Guild Wars 2: Heart of Thorns – videogioco (2015)
- Paragon – videogioco (2016)
- Guild Wars 2: Path of Fire – videogioco (2017)
- Destiny 2: Forsaken – videogioco (2018)
- Gotham Knights – videogioco (2022)
- God of War Ragnarök – videogioco (2022)

## Doppiatrici italiane
Nelle versioni in italiano dei suoi lavori, Kate Miller è stata doppiata da:
- Irene Di Valmo in Blue Bloods

Da doppiatrice è sostituita da
- Laura Romano in God of War Ragnarök